# Federico I de Lorena
Federico I (en francés, Ferry o Ferri I de Bitche-Lorena) (h. 1143 – 7 de abril de 1206) fue el duque de Lorena de 1205 hasta su muerte. Fue el segundo hijo de Matías I y Judit, hija de Federico II, duque de Suabia. Sucedió a su hermano, Simón II, quien le había dado ya el condado de Bitche en 1176 e hizo que lo reconocieran sobre la parte septentrional germanófona de Lorena por el Tratado de Ribemont de 1179. Judit había querido que sucediera a su padre en todos los territorios, pero una guerra civil de tres años sólo le aseguró Bitche y una mitad.
Simón abdicó en 1205 y marchó a un monasterio, reconociendo al hijo de Federico, Federico como heredero. Federico lo heredó todo, en cualquier caso, pero murió un año después y pasó al hijo que tuvo con Ludmila de Polonia (1150–1223), hija de Miecislao III el Viejo, duque de la Gran Polonia y alto duque de toda Polonia e Isabel de Árpád-Hungría, hija del rey Bela II de Hungría. Sus hijos fueron:
- Federico, o Ferry de Lorena (ca. 1143-1206), será su sucesor en Lorena;
- Teodorico El Diablo (le Diable), señor de Autigny, casado con Gertrudis de Montmorency, hija de Mathieu II de Montmorency, condestable de Francia;[1]
- Enrique El Lombardo, quien construyó el castillo de Bayon;
- Simón (?-ca. 1200) (murió asesinado);
- Felipe (m. 1243), señor de Gerbéviller;
- Matias (1170-1217), obispo de Toul;
- Ágata (m. 1242), abadesa de Remiremont y de Bouxières-des-Dames;
- Judit, casada con Enrique II, conde de Salm;
- Hedwig (m. 1228), casada con Enrique I, conde de Zweibrücken;
- Cunegunda, casada con el conde Waleran III de Limburgo.

Hijos naturales de Federico I de Lorena de madres desconocidas, se conocieron tres:
- hijo
- hija, luego abadesa de St Pedro de Metz
- hija, luego abadesa de L'Étanche